# Lily Collins
Pour les articles homonymes, voir Collins.
Lily Collins est une actrice, mannequin, écrivaine et productrice britannico-américaine,, née le 18 mars 1989 à Guildford, dans le comté de Surrey, en Angleterre.
Fille de Phil Collins, elle débute et se fait remarquer dans le drame nommé à l'Oscar du meilleur film, The Blind Side (2009), dans lequel elle tient un second rôle.
Mais elle se fait surtout connaître pour ses prestations dans deux grosses productions américaines. En 2012, elle est Blanche-Neige, dans une adaptation cinématographique humoristique du conte des frères Grimm. Puis, l'année suivante, elle tient le premier rôle dans The Mortal Instruments : La Cité des ténèbres. Tièdement accueillis par la critique,, ces deux films sont néanmoins des petits succès commerciaux,.
En 2016, la comédie dramatique L'Exception à la règle, si elle est totalement ignorée par le public et la critique, lui vaut néanmoins une citation pour le Golden Globe de la meilleure actrice dans un film musical ou une comédie. En 2017, elle est présente dans deux productions Netflix, Okja et To the Bone.
Elle joue le rôle de Fantine dans l'adaptation de la série télévisée Les Misérables (en) de la BBC (2018-2019). En 2019, elle apparaît dans deux films biographiques : Extremely Wicked, Shockingly Evil and Vile sur le tueur en série Ted Bundy sur Netflix et Tolkien sur l’écrivain britannique J. R. R. Tolkien.
Depuis 2020, elle joue le rôle-titre de la série télévisée Emily in Paris pour Netflix.

## Biographie

### Jeunesse
Née à Guilford, dans le comté de Surrey, en Angleterre, Lily Collins est la fille du musicien britannique Phil Collins et de la présidente du Beverly Hills Women's Club, Jill Tavelman, une Américaine. Son grand-père maternel était un  Européen de confession juive ayant émigré au Canada et était le gérant d'une boutique de vêtements pour hommes à Beverly Hills pendant des années. Lily est la demi-sœur paternelle de Simon Collins (né en 1976), Nicholas (né en 2001) et Matthew (né en 2004).
Ses parents divorcent lorsqu'elle a cinq ans ; elle s'installe alors à Los Angeles avec sa mère. Elle est diplômée du lycée Harvard-Westlake School et va à l'université de Californie du Sud afin d'y étudier le journalisme.

## Carrière

### Débuts précoces

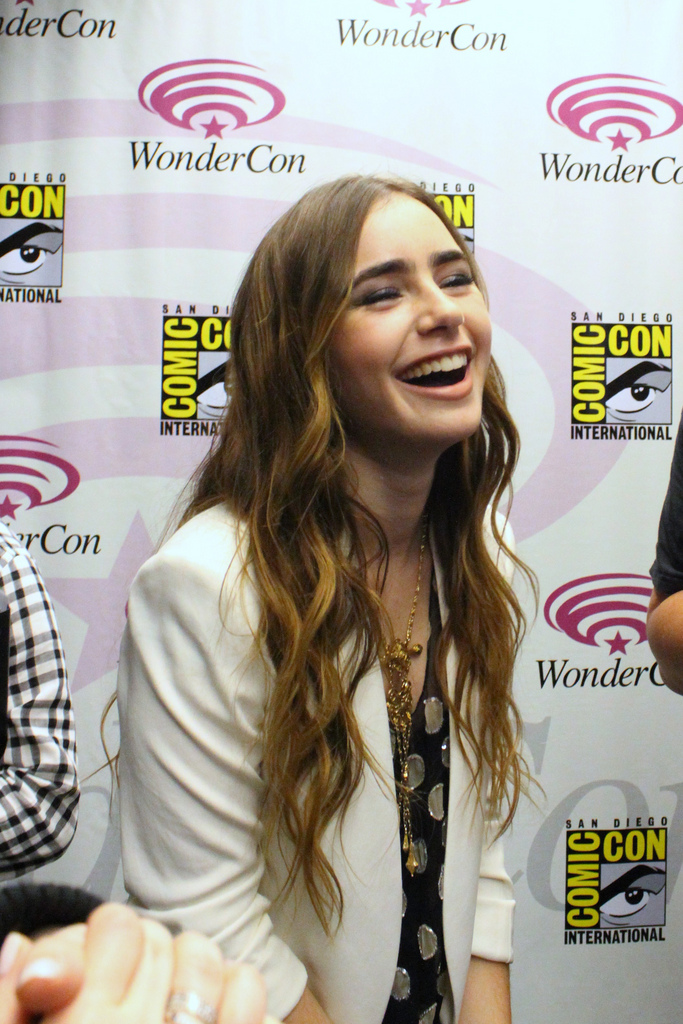
L'actrice au WonderCon 2011, pour la promotion de Priest.

La carrière d'actrice de la jeune femme est lancée à l'âge de deux ans lorsqu’elle apparaît dans la série Américaine Quoi de neuf docteur ?. Jeune, elle écrit un article, intitulé NY Confidential, pour le magazine britannique Elle Girl. Elle a également écrit des articles pour Seventeen, Teen Vogue et le Los Angeles Times.
En 2007, à l'âge de dix-huit ans, elle est choisie par Chanel pour porter une de leurs robes lors du Bal des Débutantes à l'hôtel de Crillon, à Paris,. En 2008, à l'âge de dix-neuf ans, elle est nommée « mannequin international de l'année » par le magazine espagnol Glamour. Cette même année, elle est considérée comme une actrice à surveiller par les Young Hollywood Awards.
En 2009, Lily joue dans deux épisodes de la série dramatique 90210. Cette même année, elle obtient son premier rôle au cinéma, celui de Collins Tuohy (la fille de Leigh Anne Tuohy, interprétée par Sandra Bullock), dans le drame plébiscité par la critique The Blind Side.
En 2011, elle joue dans le thriller fantastique, Priest, puis, elle est en haut de l'affiche du thriller d'action Identité secrète, aux côtés de Taylor Lautner. Le long métrage fantastique est rentabilisé, sans être un important succès commercial, tandis que le long métrage d'action rencontre un plus large succès en dépit de critiques mitigées.

### Révélation

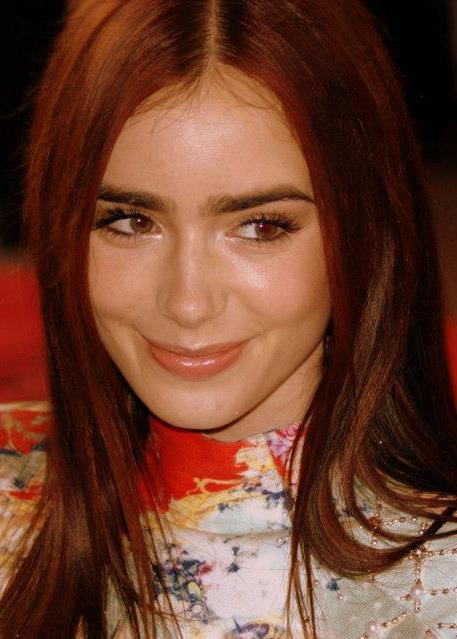
Lors de l'avant première du film L'Amour malgré tout, au Festival international du film de Toronto, en 2012.

C'est à partir de 2012 qu'elle est révélée au grand public avec deux productions hollywoodiennes d'envergure.
Elle est d'abord le rôle-titre du film fantastique Blanche-Neige, dans lequel elle démontre aussi ses talents de chanteuse avec une nouvelle version de I Believe (in Love), qui fait office de titre principal pour la bande originale. Elle partage la vedette aux côtés de l'actrice oscarisée Julia Roberts. Le film est un succès commercial en dépit d'une réception critique mitigée. La même année, elle est obligée de refuser le rôle principal du film d'épouvante Evil Dead, à cause de son emploi du temps trop chargé,.
Entre-temps, elle est aussi dans la distribution de la comédie dramatique indépendante L'Amour malgré tout, secondant Greg Kinnear et Jennifer Connelly.
Enfin, en 2013, elle est en tête de l'affiche du film fantastique The Mortal Instruments : La Cité des ténèbres — adapté du roman La Cité des ténèbres de Cassandra Clare. Collins était une fervente lectrice de la saga avant de devenir l'interprète principale de son adaptation cinématographique. Elle n'a donc pas tardé à se faire connaître en apprenant qu'un film allait être produit. En fin d'année, il est confirmé qu'un deuxième film est en préparation et que le tournage débutera l'année suivante mais, finalement, c'est une adaptation en série télévisée qui reprend la suite et elle se fait avec des acteurs différents. Cette production bénéficie d'une importante campagne de promotion mais les résultats au box-office sont nettement en deçà des attentes du studio, justifiant la décision de ne pas poursuivre la saga sur le grand écran, ; en plus d'une réception de la part des critiques, très mitigée.
L'actrice est néanmoins validée par le jeune public et reçoit une citation pour le Teen Choice Awards de la meilleure actrice dans un film d'action. La même année, elle partage l'affiche avec une autre actrice respectée, Julianne Moore, pour la comédie dramatique The English Teacher.

### Confirmation en demi-teinte

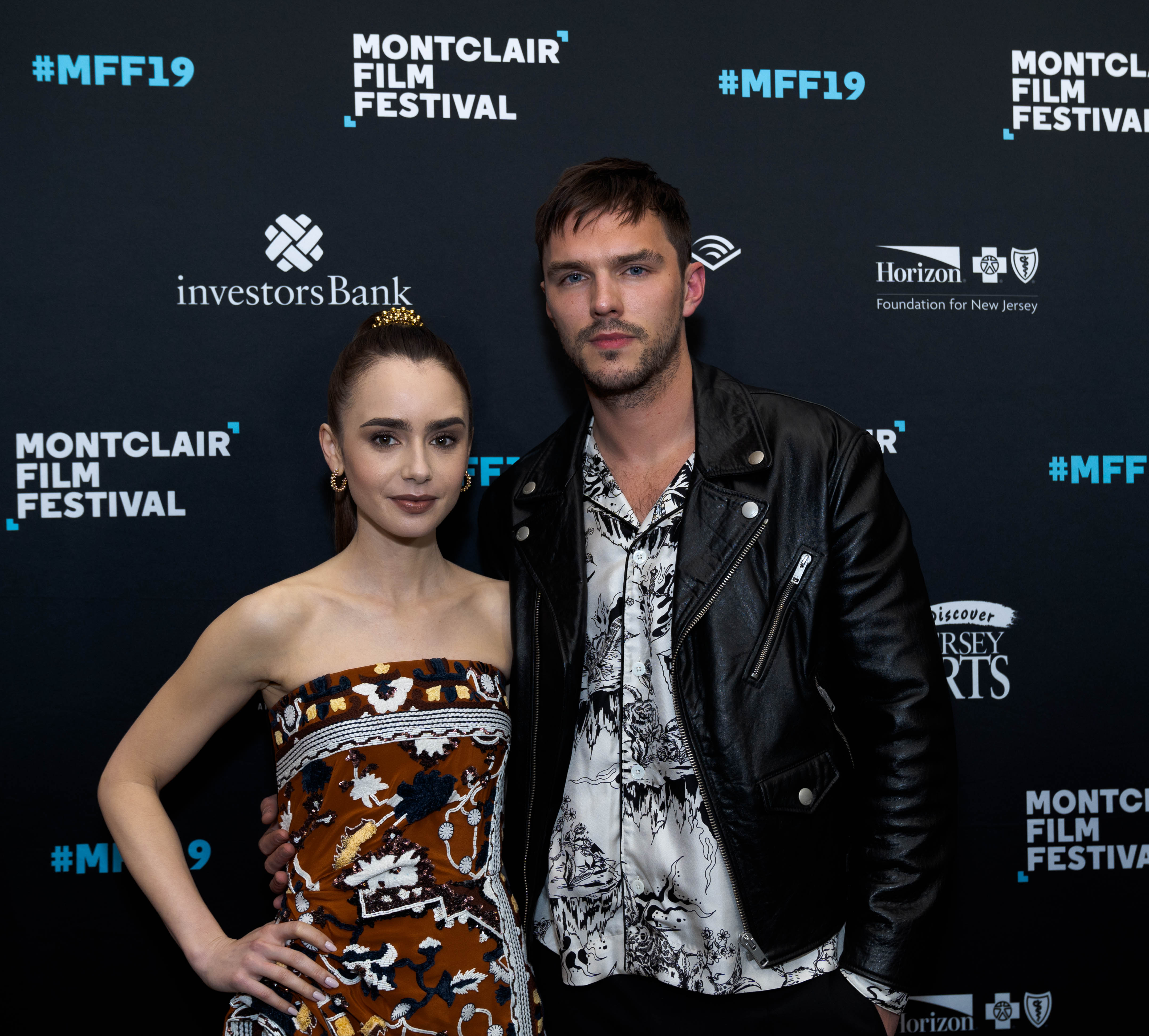
L'actrice aux côtés de Nicholas Hoult à la première de Tolkien au Montclair Film Festival 2019.

En 2014, elle continue de s'éloigner des grosses productions et on lui propose de porter la comédie romantique britannique Love, Rosie avec Sam Claflin. Le scénario du film, écrit par Juliette Towhidi, est adapté du roman La vie est un arc-en-ciel de Cecelia Ahern publié en 2004. Cette production ne bénéficie pas d'une sortie internationale et passe inaperçue, recevant un accueil critique sans engouement.
En janvier 2014, elle devient l’égérie de la marque de cosmétique Lancôme.
L'actrice revient en 2016, avec le drame L'Exception à la règle, dont elle est l'une des têtes d'affiche, aux côtés de Warren Beatty et Alden Ehrenreich. Cette production raconte l'histoire de la jeune Marla Mabrey qui débarque à Hollywood, en 1958, pour devenir actrice. Elle se fait employer par le célèbre milliardaire Howard Hughes. Le film est plébiscité par les cérémonies de remises de prix et permet à Collins de recevoir une distinction lors du Festival du film de Hollywood, ainsi qu'une citation pour le Golden Globe de la meilleure actrice dans un film musical ou une comédie. Cependant, c'est un échec cuisant au box-office.
Lily Collins intègre ensuite la distribution principale de la série télévisée dramatique Le Dernier Seigneur, aux côtés de Kelsey Grammer et Matthew Bomer. La série s'inspire du dernier roman inachevé de F. Scott Fitzgerald on y suit les aventures du golden boy d’Hollywood, Monroe Stahr, pris dans des jeux de pouvoir avec son patron et mentor, Pat Brady, pour préserver l’âme de leur studio. Dans un monde assombri par la Grande Dépression et où plane l’influence internationale grandissante de l’Allemagne d’Hitler, Le Dernier Seigneur met en lumière les passions, la violence et l’ambition exceptionnelle du Hollywood des années 1930,. La série produite par Amazon Prime Video se veut être un astucieux mélange entre l’œuvre originale, Downton Abbey et La La Land, mais, malgré ça, la série se révèle être un échec retentissant et Amazon l'annule après une saison seulement.
Pour 2017, l'actrice est à l'affiche de deux productions accueillies favorablement par la critique : elle porte le drame To the Bone, sorti en janvier 2017 au festival du film de Sundance. Elle interprète une jeune fille luttant contre l'anorexie. L'actrice ayant dû elle-même lutter contre cette maladie, lors de son adolescence, a abordé ce rôle avec beaucoup d'appréhension, mais aussi de sérieux. Elle a choisi de suivre un régime drastique afin de perdre du poids tout en étant suivie par des médecins . Enfin, elle fait partie du casting du film d'aventure Okja, sélectionné et projeté au Festival de Cannes en mai 2017 avant d'être disponible sur Netflix. Elle y interprète une anarchiste nommée Red.
La même année, elle publie un livre, ses mémoires, intitulé Unfiltered: No Shame, No Regrets, Just Me, dans lesquelles elle raconte des sujets intimement liés à la vie des jeunes femmes. En juillet, l'actrice est choisie pour incarner Edith Bratt, l'épouse de J. R. R. Tolkien dans le biopic qui lui sera consacré. Elle signe également pour tenir le rôle principal du drame Halo of Stars, avec l'actrice Holliday Grainger.
En décembre 2018, elle partage l'affiche d'une nouvelle adaptation par la BBC du roman de Victor Hugo Les Misérables. Elle y incarne le rôle de Fantine dans les trois premiers épisodes de la série. Cette série lui permet de travailler aux côtés de l'écrivain et scénariste Andrew Davies. Elle partage également l'affiche aux côtés d'acteurs reconnus comme Dominic West, Derek Jacobi, Ellie Bamber et l'actrice oscarisée Olivia Colman. Un an plus tard, elle est à l'affiche du thriller Extremely Wicked, Shockingly Evil and Vile de Joe Berlinger, dans lequel elle partage l'affiche avec Zac Efron. Il retrace une partie de la vie de Ted Bundy, un tueur en série américain (Zac Efron), et plus particulièrement sa relation avec sa petite-amie Elizabeth Kloepfer (Lily Collins). Cette production est globalement bien accueillie par la critique. Ensuite, elle apparaît dans le clip vidéo Save Me Tonight de Arty, réalisé par Noah Centineo.
Elle joue ensuite dans le film biographique Tolkien de Dome Karukoski. Elle y incarne la femme de l'écrivain à succès, joué par Nicholas Hoult. Bien que les prestations des deux acteurs soient saluées par la presse, celle-ci se révèle assez mitigée quant à la réalisation et l'écriture du scénario. En Angleterre et États-Unis, le public est assez mitigé. De plus, la sortie du film crée une véritable polémique, car la famille de l'auteur du Le Seigneur des anneaux n'aurait pas donné son accord pour la création du film. En France, le film reçoit un accueil très froid de la part des critiques,. En effet, la presse française est assez partagée quant à ce film biographique, tout comme l'avait été la presse britannique et américaine. Cependant, le film reçoit un meilleur accueil des spectateurs. En effet sur le site Allociné, le film obtient un score de 3,8 % (spectateurs uniquement) et les interprétations de Lily Collins et son partenaire y sont vivement applaudies.
En 2020, elle est présente dans les films Inheritance de Vaughn Stein aux côtés de Simon Pegg, Connie Nielsen et Chace Crawford, et Mank de David Fincher.
Elle est ensuite au casting du drame Halo of Stars de Anthony Lucero, où elle donne la réplique à Holliday Grainger Lukas Haas et dans le film The Cradle de Hope Dickson Leach. À l'occasion, elle retrouvera Jack O'Connell avec qui elle a tourné dans la mini-série Les Misérables.

## Vie privée

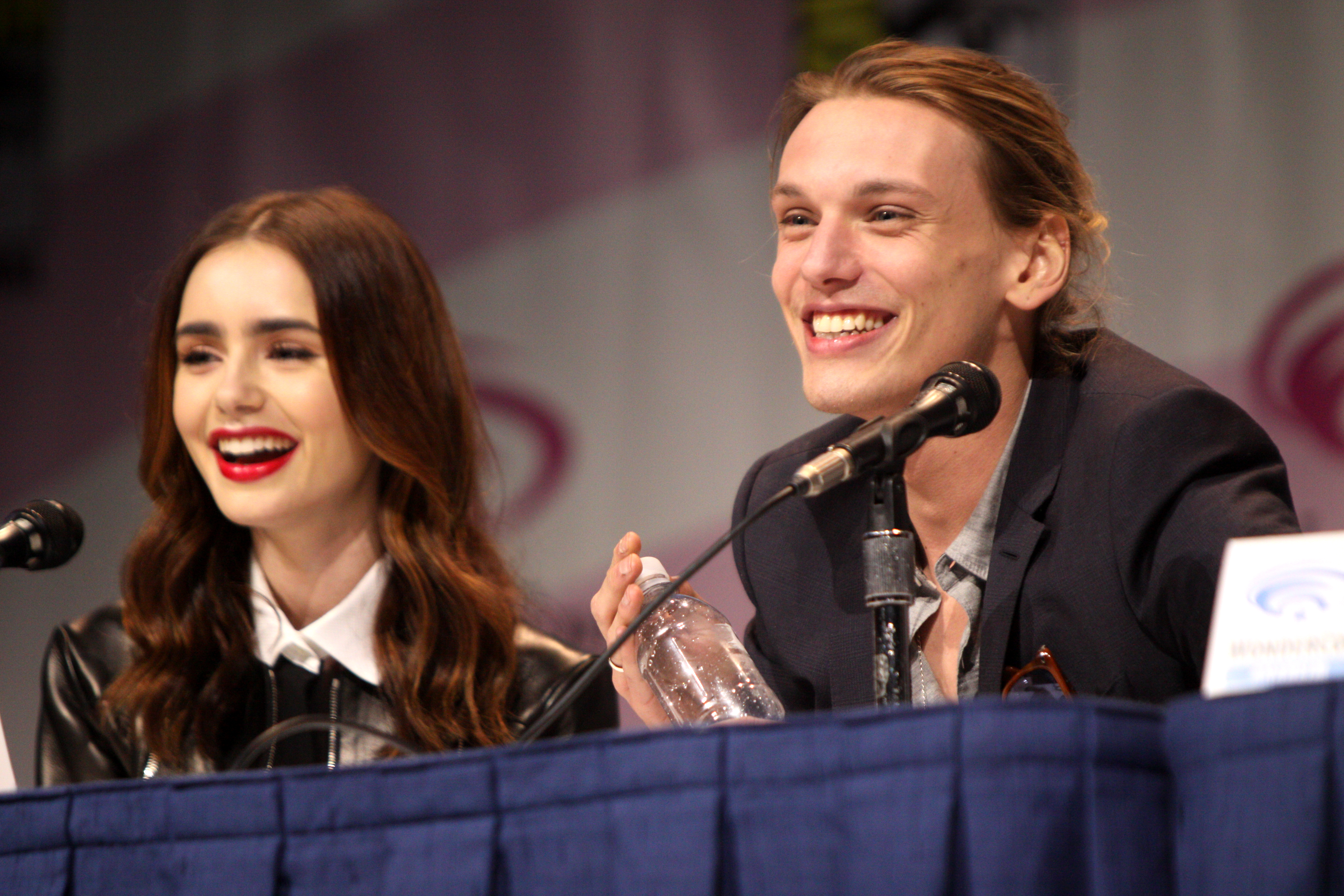
Lily Collins et Jamie Campbell Bower, lors du WonderCon 2013 pour la présentation de The Mortal Instruments : La Cité des ténèbres.

En 2013, Lily Collins déclare refuser de commenter et d'afficher sa vie sentimentale, étant traumatisée par le divorce de ses parents qui a été causé par les médias.
Concernant sa période anorexique et le tournage du film To the Bone, l'actrice, devenue une représentante médiatisée du combat à mener contre cette maladie, déclare :

« Même si j'étais guérie depuis plusieurs années avant de faire ce film, le préparer m'a permis de faire le point sur les troubles alimentaires grâce aux professionnels. C'était une nouvelle forme de guérison pour moi. J'ai dû le vivre en étant dans la peau de mon personnage, Ellen, mais aussi en tant que Lily. (…) J'étais terrifiée à l'idée qu'en faisant ce film, ça pouvait me ramener en arrière, mais je devais me rappeler qu'ils m'avaient embauchée pour raconter une histoire, pas pour faire un certain poids. Finalement, c'était un cadeau d'avoir pu prendre du recul dans la peau d'une autre, une personne que j'avais été mais en étant plus mature,,. »

Elle a été en couple avec le cascadeur professionnel Riley Harper, d'août 2009 à septembre 2010, puis avec l'acteur américain Taylor Lautner, rencontré sur le tournage du film Identité secrète, de novembre 2010 à septembre 2011.
De juillet 2012 à juillet 2018, elle a été la compagne de l'acteur et chanteur britannique Jamie Campbell Bower, rencontré sur le tournage de The Mortal Instruments : La Cité des ténèbres, malgré de nombreuses ruptures et réconciliations au fil des années.
En 2014, elle a brièvement fréquenté l'acteur australien Thomas Cocquerel, ainsi que le musicien Matt Easton. 
Durant l'été 2017, elle a eu une brève liaison avec un ancien camarade de classe du lycée, Jason Vahn.
Depuis juillet 2019, elle partage la vie du scénariste et réalisateur américain Charlie McDowell. Le 25 septembre 2020, elle annonce leurs fiançailles. Ils se marient le 4 septembre 2021 dans le Colorado. En février 2025, elle annonce la naissance de leur fille née de mère porteuse.

## Filmographie

### Cinéma
- 1999 : Tarzan de Chris Buck et Kevin Lima : voix additionnelle
- 2009 : The Blind Side de John Lee Hancock : Collins Tuohy
- 2011 : Priest de Scott Charles Stewart : Lucy Pace
- 2011 : Identité secrète (Abduction) de John Singleton : Karen Murphy
- 2012 : Blanche-Neige (Mirror Mirror) de Tarsem Singh : Blanche-Neige – également chanteuse de la bande originale
- 2012 : L'Amour malgré tout (Stuck in Love) de Josh Boone : Samantha Borgens
- 2013 : The English Teacher de Craig Zisk : Halle Anderson
- 2013 : The Mortal Instruments : La Cité des ténèbres (The Mortal Instruments : City of Bones) de Harald Zwart : Clarissa « Clary » Fray
- 2014 : Love, Rosie de Christian Ditter : Rosie Dunne
- 2016 : L'Exception à la règle (Rules Don't Apply) de Warren Beatty : Marla Mabrey
- 2017 : Okja (옥자) de Bong Joon-ho : Red
- 2017 : To the Bone de Marti Noxon : Ellen
- 2018 : Here Comes the Grump d'Andres Couturier : Princesse Dawn (voix originale)
- 2019 : Extremely Wicked, Shockingly Evil and Vile de Joe Berlinger : Elizabeth Kloepfer
- 2019 : Tolkien de Dome Karukoski : Edith Bratt
- 2020 : Bloodline (Inheritance) de Vaughn Stein : Lauren Monroe
- 2020 : Mank de David Fincher : Rita Alexander
- 2020 : Halo of Stars d'Anthony Lucero : Misty Dawn
- 2020 : The Cradle de Hope Dickson Leach : Emma
- 2022 : Contrecoups (Windfall) de Charlie McDowell
- 2023 : Maybe I Do de Mickael Jacob : Michelle
- 2024 : MaXXXine de Ti West : Molly Bennett
- 2024 : Halo of Stars de Anthony Luke Lucero : Misty Dawn

### Télévision

#### En tant qu'actrice

##### Séries télévisées
- 2009 : 90210 Beverly Hills : Nouvelle Génération (90210) : Phoebe Abrams (2 épisodes)
- 2016 - 2017 : Le Dernier Seigneur (The Last Tycoon) : Celia Brady (9 épisodes)
- 2018 - 2019 : Les Misérables (en) : Fantine (3 épisodes)
- depuis 2020 : Emily in Paris : Emily Cooper
- 2021 : Calls : Camila (1 épisode)

##### Clips
- 2012 : I Believe in love, réalisé par Tarsem Singh (clip promotionnel pour le film Blanche-Neige)
- 2013 : Claudia Lewis de M83, réalisé par Bryce Dallas Howard
- 2013 : City of Angels de Thirty Seconds to Mars
- 2019 : Save Me Tonight d’Arty, réalisé par Noah Centineo

#### En tant que productrice
- depuis 2020 : Emily in Paris : Emily Cooper (en cours)

## Distinctions
Sauf indication contraire ou complémentaire, les informations mentionnées dans cette section proviennent de la base de données IMDb.

### Récompenses
- Young Hollywood Awards 2008 : Actrice à surveiller
- Festival du Film de Hollywood 2016 : Lauréate du Prix New Hollywood de la révélation de l'année pour L'Exception à la règle
- Alliance of Women Film Journalists Awards 2017 : Lauréate du Prix de la plus grande différence d'âge la plus significative entre le premier rôle masculin et son intérêt amoureux pour L'Exception à la règle partagée avec Warren Beatty
- Costume Designers Guild Awards 2017 : Lauréate du Prix Spotlight

### Nominations
- Teen Choice Awards 2012 : Meilleure actrice dans pour Blanche-Neige
- MTV Movie Awards 2013 : meilleure jeune actrice la plus bagarreuse de l'été pour The Mortal Instruments : La Cité des ténèbres
- Online Film & Television Association Awards 2013 : meilleure musique pour I Believe in Love  pour Blanche-Neige
- Teen Choice Awards 2014 : Meilleure actrice pour The Mortal Instruments : La Cité des ténèbres
- Hollywood Music In Media Awards 2016 : meilleure chanson pour L'Exception à la règle
- Golden Globes 2017 : Meilleure actrice pour L'Exception à la règle
- Golden Globes 2021 : Meilleure actrice pour Emily in Paris
- MTV Movie Awards 2021 :
  - Meilleur duo partagé avec Ashley Park pour Emily in Paris
  - Meilleur baiser partagé avec Lucas Bravo pour Emily in Paris
- Primetime Emmy Awards 2021 : Meilleure série télévisée comique pour Emily in Paris partagée avec Andrew Fleming (Producteur exécutif), Tony Hernandez (Producteur exécutif), Lilly Burns (Producteur exécutif), Darren Star (Producteur exécutif), Alison Brown (Producteur co-exécutif), Grant Sloss (Producteur superviseur), Stephen Joel Brown (Producteur), Shihan Fé Blanca Fahim (Producteur), Jake Fuller (Producteur) et Raphaël Benoliel (Producteur).
- MTV Movie Awards 2022 : meilleur baiser partagé avec Lucien Laviscount pour Emily in Paris